# Jeździectwo na Letnich Igrzyskach Olimpijskich 1924
Jeździectwo na Letnich Igrzyskach Olimpijskich 1924 w Paryżu rozgrywane było w dniach 21–27 lipca 1924 r. Zawody odbyły się na Stade Olympique Yves-du-Manoir. Po raz pierwszy wystartowała reprezentacja Polski, dla której brązowy medal zdobył Adam Królikiewicz w konkursie skoków.

## Medaliści
| Konkurencja                            | Złoto | Srebro | Brąz |
| Ujeżdżenie – indywidualnie             | Szwecja · Ernst Linder na koniu Piccolomino | Szwecja · Bertil Sandström na koniu Sabel | Francja · Xavier Lesage na koniu Plumard |
| WKKW – indywidualnie                   | Holandia · Dolf van der Voort van Zijp na koniu Silver Piece | Dania · Frode Kirkebjerg na koniu Meteor | Stany Zjednoczone · Sloan Doak na koniu Pathfinder |
| WKKW – drużynowo                       | Holandia · Dolf van der Voort van Zijp na koniu Silver Piece · Charles Pahud de Mortanges na koniu Johnny Walker · Gerard de Kruijff na koniu Addio · Antonius Colenbrander na koniu King of Hearts | Szwecja · Claës König na koniu Bojar · Torsten Sylvan na koniu Anita · Gustaf Hagelin na koniu Varius · Carl Gustaf Lewenhaupt na koniu Canter | Włochy · Alberto Lombardi na koniu Pimplo · Alessandro Alvisi na koniu Capiligio · Emanuele Beraudo di Pralormo na koniu Mount Félix · Tommaso Lequio di Assaba na koniu Torena |
| Skoki przez przeszkody – indywidualnie | Szwajcaria · Alphonse Gemuseus na koniu Lucette | Włochy · Tommaso Lequio di Assaba na koniu Trebecco                                                                                            | Polska · Adam Królikiewicz na koniu Picador |
| Skoki przez przeszkody – drużynowo     | Szwecja · Åke Thelning na koniu Loke · Axel Ståhle na koniu Cecil · Åge Lundström na koniu Anvers                                                                                                   | Szwajcaria · Alphonse Gemuseus na koniu Lucette · Werner Stuber na koniu Girandole · Hans Bühler na koniu Sailor Boy                           | Portugalia · António Borges na koniu Reginald · Hélder de Souza na koniu Avro · José Mouzinho na koniu Hetrugo                                                                  |

## Występy Polaków
- Adam Królikiewicz – skoki przez przeszkody – 3. miejsce (brązowy medal)
- Karol Rómmel – skoki przez przeszkody – 10. miejsce; Wszechstronny Konkurs Konia Wierzchowego – 10. miejsce
- Zdzisław Dziadulski – skoki przez przeszkody – 28. miejsce
- Kazimierz Szosland – skoki przez przeszkody – 32. miejsce; Wszechstronny Konkurs Konia Wierzchowego – 23. miejsce
- Kazimierz Rostwo-Suski – Wszechstronny Konkurs Konia Wierzchowego – 24. miejsce
- Tadeusz Komorowski – Wszechstronny Konkurs Konia Wierzchowego – 26. miejsce
- Drużyna (Królikiewicz, Rómmel, Dziadulski, Szosland) – skoki przez przeszkody – 6. miejsce
- Drużyna (Rómmel, Szosland, Rostwo-Suski, Komorowski) – Wszechstronny Konkurs Konia Wierzchowego – 7. miejsce

## Kraje uczestniczące
W zawodach wzięło udział 97 jeźdźców z 17 krajów:
| - Austria (2) - Belgia (11) - Bułgaria (2) - Czechosłowacja (11) - Dania (1) - Finlandia (1) - Francja (12) - Hiszpania (4) - Holandia (5) - Jugosławia (1) - Polska (6) - Portugalia (4) - Stany Zjednoczone (5) - Szwajcaria (9) - Szwecja (12) - Wielka Brytania (6) - Włochy (5) |

## Klasyfikacja medalowa
| Lp. | Państwo           |   |   |   | Razem |
| --- | ----------------- | - | - | - | ----- |
| 1.  | Szwecja           | 2 | 2 | 0 | 4     |
| 2.  | Holandia          | 2 | 0 | 0 | 2     |
| 3.  | Szwajcaria        | 1 | 1 | 0 | 2     |
| 4.  | Włochy            | 0 | 1 | 1 | 2     |
| 5.  | Dania             | 0 | 1 | 0 | 1     |
| 6.  | Francja           | 0 | 0 | 1 | 1     |
| 6.  | Polska            | 0 | 0 | 1 | 1     |
| 6.  | Portugalia        | 0 | 0 | 1 | 1     |
| 6.  | Stany Zjednoczone | 0 | 0 | 1 | 1     |